# Ivanska
Ivanska falu és község Horvátországban Belovár-Bilogora megyében.

## Fekvése
Belovártól légvonalban 13, közúton 16 km-re délre, a megye nyugati részén, a Monoszlói-hegység keleti lejtőin fekszik.

## A község települései
A községhez közigazgatásilag Babinac, Donja Petrička, Đurđic, Gornja Petrička, Ivanska, Kolarevo Selo, Križic, Paljevine, Rastovac, Samarica, Srijedska, Stara Plošćica és Utiskani települések tartoznak.

## Története
Ivanska korai története szoros kapcsolatban van a középkori Csázma történetével. A 11. század végén I. László magyar király megalapította a zágrábi püspökséget és Dubrava, Ivanics, valamint Csázma birtokait adományozta részére. A csázmai birtokot a Grabovnica, a Srijedska patakok és a Česma folyó határolta. Az adományt 1201-ben Imre király is megerősítette. A régi Csázma („Chasma vetus”) azonban nem a mai Csázma helyén, hanem attól északkeletre, a mai Ivanska területén feküdt. István püspök és helyi papság között azonban ellenségeskedés tört ki. Ez azzal végződött, hogy 1223-ban a püspöki had megtámadta a várost, felgyújtotta a Szent János templomot, a papság ellenállását pedig leverte. Nem sokkal ezután 1226-ban az új püspök és II. András király kancellárja Babonics István megalapította az új Csázmát („Chasma novus”) és főesperesség székhelyévé tette.
A régi Csázma korábbi jelentősége ezt követően megszűnt. A 14. században építették itt fel az új Keresztelő Szent János templomot és róla később a települést is Ivanskának nevezték el. Az írásos forrásokban még sokáig megmaradt a Vetus Chasma, illetve horvátul Stara Čazma név. A település templomát 1334-ben „ecclesia beati Johannis baptiste” alakban említi Ivan gorai főesperes a zágrábi püspökséghez tartozó plébániák között. Bertalan nevű plébánosát 1501-ben „Bartholomeus 
plebanus de veteri Chasma” néven említik.
Ivanskán kívül a község több településének is van középkori múltja. Stara Ploščicát, mely a Belovárról Garesnica felé menő út mentén fekszik már 1224-ben említik „Poloschicza Vetus” néven. Đurđic Ivanski egyházának neve ugyancsak feltűnik 1334-ben a zágrábi püspökség plébániái között „ecclesia beati Georgii” néven. A Monoszlói-hegység alatt fekvő Samaricát mint Szent Katalin egyházának székhelyét szintén említik 1334-ben, de Gornja Petrička neve is feltűnik már a 17. századi forrásokban.
A török 1552-ben foglalta el Csázma térségét, közte Ivanskát is. A lakosság az ország északnyugati, biztonságosabb területeire menekült. A térség mintegy száz évre lényegében lakatlanná vált. A török kiűzése után a 17. század közepén katolikus horvát lakossággal telepítették be. 1721-ben a štefanjei plébániából lehasítva megalapították az ivanskai plébániát. 1774-ben az első katonai felmérés térképén „Dorf Ivanszka” néven szerepel. A Horvát határőrvidék részeként a Kőrösi ezredhez tartozott. Lipszky János 1808-ban Budán kiadott repertóriumában „Ivanszka” a neve.  
Nagy Lajos 1829-ben kiadott művében ugyancsak „Ivanszka” néven 116 házzal, 584 katolikus és 5 ortodox vallású lakossal találjuk. A település 1809 és 1813 között francia uralom alatt állt.
A katonai közigazgatás megszüntetése után Magyar Királyságon belül Horvátország része, Belovár-Kőrös vármegye Belovári járásának része lett. A településnek 1857-ben 513, 1910-ben 923 lakosa volt. 1901-ben megalakult a helyi olvasókör, 1910-ben pedig az önkéntes tűzoltóegylet. 1918-ban az új szerb-horvát-szlovén állam, majd később Jugoszlávia része lett. 1941 és 1945 között a németbarát Független Horvát Államhoz, majd a háború után a szocialista Jugoszláviához tartozott. A háború után a fiatalok elvándorlása miatt lakossága folyamatosan csökkent. 1991-től a független Horvátország része. 1991-ben lakosságának 94%-a horvát nemzetiségű volt. A délszláv háború idején mindvégig horvát kézen maradt. Ivanska 1993 óta önálló község székhelye, azelőtt Csázma községhez tartozott. 2011-ben a településnek 722,  a községnek összesen 2911 lakosa volt.

## Lakossága
| Lakosság változása | Lakosság változása | Lakosság változása | Lakosság változása | Lakosság változása | Lakosság változása | Lakosság változása | Lakosság változása | Lakosság változása | Lakosság változása | Lakosság változása | Lakosság változása | Lakosság változása | Lakosság változása | Lakosság változása | Lakosság változása |
| ------------------ | ------------------ | ------------------ | ------------------ | ------------------ | ------------------ | ------------------ | ------------------ | ------------------ | ------------------ | ------------------ | ------------------ | ------------------ | ------------------ | ------------------ | ------------------ |
| 1857               | 1869               | 1880               | 1890               | 1900               | 1910               | 1921               | 1931               | 1948               | 1953               | 1961               | 1971               | 1981               | 1991               | 2001               | 2011               |
| 513                | 537                | 562                | 698                | 795                | 923                | 1.007              | 1.051              | 1.147              | 1.148              | 1.131              | 1.068              | 995                | 885                | 848                | 722                |

## Nevezetességei
Keresztelő Szent János tiszteletére szentelt római katolikus plébániatemploma a település központjában áll. A helyén állt középkori Szent János templomot már a 14. században említik. A 16. században a török rombolta le, 1680-ban romosnak írták le. 1683-ban új tetőzete volt, 1687-ben új oltáráról írnak. A régi templom 1841-ig állt. A mai templomot 1844 és  1845 között építették. Egyhajós, klasszicista épület. Főoltárát 1931-ben állították, rajta kívül a templomnak még négy oltára van. A Szent János, a Szent György, a Szent Sebestyén és a Rózsafüzér királynője oltárok nagyméretű képeit Ferdinánd császár adományozta a templomnak. Az ötödik oltárt Ilija Štefanec emeltette Remete Szent Antal tiszteletére. A toronyórát 1848-ban helyezték el a templom tornyán. Jézus szívének életnagyságú szobrát a tiroli Stufflesser mester készítette. A keresztutat 1907-ben helyezték el, a templom orgonáját 1911-ben építették Antonin Mölzer mester kutna gorai műhelyében. Az épület belső terét Železnik ljubljanai mester festette ki. 1991-92-ben a teljes belső teret megújították.

## Gazdaság
A helyi gazdaság alapját a jelentős erdős területek, a jó minőségű termőföld, az építőanyagok (kő és agyag) megléte és a község északi részén levő halban gazdag területek adják. A község 670 hektárnyi halastóval rendelkezik, mely a megye halastavainak ötödét képezi. A legjobb mezőgazdasági területek ugyancsak a község északi, sík, illetve enyhén dombos területein találhatók. A község déli területeinek nagy részét a Monoszlói-hegység keleti lejtőit borító erdő képezi, ezért ezek a területek gyérebben lakottak.

## Kultúra
- Numi rock fest - rockfesztivál
- Ivanje – Keresztelő Szent János ünnepe, a település búcsúnapja
- SKINI amatőr színházi fesztivál sok kulturális programmal

## Oktatás
A helyi oktatás kezdetei 1830-ig nyúlnak vissza, amikor az első tanító Mirko Matašin még fizetség nélkül tanította a helyi gyermekeket. A népiskola 1834-ben nyílt meg a faluházban, az első iskolaépületet 1850-ben építették. 1850 és 1871 között német nyelvű oktatás is volt a településen. A mai iskolaépületet 1947-ben emelték, 1949-ben a gyermekek már meleg ételt is kaptak. 1958-ban középiskola nyílt a településen, meg 1970-ben új épületet kapott. Ma itt működik a település óvodája is.

## Sport
- NK Ivanska labdarúgóklub. A klubot 1950-ben alapították, majd rövid szünet után 1984-ben alapították újra.
- RK Ivanska kézilabdaklub, 1957-ben alapították.
- ŽRK Ivančice női kézilabdaklub, melyet 2004-ben alapítottak.